# مرز (فیلم ۱۹۳۱)
مرز (پرتغالی: Limite) یک فیلم صامت درامِ تجربی به کارگردانی ماریو پی‌شوتو است که سال ۱۹۳۰ ساخته و سال ۱۹۳۱ اکران شد.
این فیلمِ ۱۲۰دقیقه‌ای که تنها ساختهٔ سینمایی پی‌شوتوی شاعر و رمان‌نویس است، از برجسته‌ترین آثار تاریخ سینمای برزیل به‌شمار می‌رود.